# کشور دیگر
کشور دیگر (انگلیسی: Another Country) فیلمی در ژانر درام و رمانتیک به کارگردانی مارک کانیفسکا است که در سال ۱۹۸۴ منتشر شد. از بازیگران آن می‌توان به روپرت اورت، کالین فرث (در نخستین بازی او)، کری الویس و آنا مسی اشاره کرد.

## داستان
محیط یک مدرسه دولتی است که از الگوهای اتون و وینچستر در دهه 1930 ساخته شده است. گای بنت ( روپرت اورت ) و تامی جاد ( کالین فرث ) دانش آموز هستند و چون هر دو در نوع خود بیگانه هستند ، دوستان هستند (بنت همجنسگراست در حالی که جاد مارکسیست است ).
یک روز ، یک معلم وارد مارتینو (فیلیپ دوپوی) می شود و پسری از خانه دیگری مشغول خودارضایی متقابل است . مارتینو بعداً خود را به دار آویخت ، زیرا معلمان و دانش آموزان ارشد بیشترین تلاش خود را می کنند تا رسوایی را از والدین و دنیای خارج دور نگه دارند. رسوایی همجنسگرایان ، با این حال ، کاپیتان خانه وسواس ارتش ، فاولر ( تریستان الیور ) دلیل خوبی برای برنامه ریزی علیه بنت است. فاولر او و جاد را دوست ندارد و می خواهد مانع از تبدیل شدن بنت به یک "خدا" شود - عنوان مدرسه ای برای دو مرجع برتر. فاولر قادر است یک یادداشت عاشقانه از بنت به جیمز هارکورت ( کری الوز ) را رهگیری کند) بنت موافقت می کند که با مجازات مجازات شود تا از هارکورت مصالحه نکند. در حالی که در موارد پیشین ، او با تهدید دیگر "اربابان" با تهدید که او تجربیات خود را با او فاش می کند ، از مجازات اجتناب کرده بود.